# Ricardo Formosinho
Ricardo Manuel Nunes Formosinho, noto semplicemente come Ricardo Formosinho (Setúbal, 9 settembre 1956), è un allenatore di calcio ed ex calciatore portoghese, di ruolo centrocampista.

## Carriera

### Giocatore
Ha giocato maggior parte della sua carriera al Vitória Setúbal, prima come riserva e poi come titolare per la squadra in Primeira Liga.
Successivamente ha giocato altri sette anni nella serie maggiore, due con il Varzim, uno con l'Amora e quattro ritornando al Setubal. Nell'ultima stagione con la squadra del Sado viene retrocesso.
Va dunque a giocare al Farense, dove torna nella Primeira, ma viene retrocesso la stagione seguente.
Si ritira nel 1991, chiudendo la sua carriera giocata all'Olhanense nella terza divisione.

### Allenatore
Inizia la sua carriera manageriale proprio con l'Olhanense, e da lì passa diverse stagioni allenando squadre della seconda e terza serie portoghese.
Nella stagione 2003-2004 lavora per la prima volta con José Mourinho, come suo assistente al Porto; vince con il portoghese campionato e Champions League.
Dopo anni di attività manageriali minori tra Portogallo, Arabia Saudita e Vietnam, torna a lavorare con Mourinho prima al Manchester Utd nel 2016, e al Tottenham nel 2019 poi.
Dal 2021 è allenatore del Al-Hilal Omdurman in Sudan.
Dal 2023 viene nominato tecnico del Future in Egitto.
Il 16 gennaio 2024 viene esonerato.
A luglio 2024, è richiamato da José Mourinho al suo fianco e diventa uno dei collaboratori tecnici del Fenerbahce.

## Palmarès

### Giocatore

#### Competizioni nazionali
- Liga de Honra: 1

Vitoria Setubal: 1986-1987

### Allenatore

#### Competizioni nazionali
- Campionato sudanese: 1

Al-Hilal Omdurman: 2021